# خوان دیوید کابال
خوان دیوید کابال (انگلیسی: Juan David Cabal؛ زادهٔ ۸ ژانویهٔ ۲۰۰۱) بازیکن فوتبال اهل کلمبیا است که برای باشگاه یوونتوس بازی می‌کند.
از باشگاه‌هایی که در آن بازی کرده‌است می‌توان به باشگاه فوتبال اتلتیکو ناسیونال اشاره کرد.